# NGC 3964
NGC 3964 est une galaxie lenticulaire relativement éloignée et située dans la constellation du Lion. NGC 3964 a été découverte par l'astronome britannique John Herschel en 1827.

## Caractéristiques
Sa vitesse par rapport au fond diffus cosmologique est de 8 789 ± 21 km/s, ce qui correspond à une distance de Hubble de 129,6 ± 9,1 Mpc (∼423 millions d'al).